# István Deák
István Deák (ur. 11 maja 1926, zm. 10 stycznia 2023) – amerykański-węgierski historyk. 

## Życiorys
Urodził się w Székesfehérvárze w zasymilowanej rodzinie żydowskiej, które przeszła na katolicyzm.  Studia rozpoczął w 1945 roku na Uniwersytecie w Budapeszcie. W 1948 wyemigrował z Węgier. Studiował historię na Sorbonie w Paryżu i pracował jako dziennikarz w Radiu Wolna Europa. Od 1956 mieszkał w USA. W 1964 uzyskał doktorat w 1964 roku Columbia University. Wykładał tam przez następne 33 lata. Zajmował się historią Europy Środkowo-Wschodniej. 

## Wybrane publikacje
- Weimar Germany's Left-Wing Intellectuals: A Political History of the Weltbühne and Its Circle, University of California Press. (1968)
- The Lawful Revolution: Louis Kossuth and the Hungarians, 1848-1849, Columbia University Press. 1979.
- Beyond Nationalism: A Social and Political History of the Habsburg Officer Corps, 1848-1918, Oxford University Press. 1990.
- (redakcja z Tony Judt, Jan Tomasz Gross) The Politics of Retribution in Europe: World War II and its Aftermath,  Princeton University Press 2000,  ISBN 1-4039-6393-2.
- Essays on Hitler's Europe, University of Nebraska Press. 2001.
- Europe on Trial. The Story of Collaboration, Resistance, and Retribution during World War II, Westview Press 2015.

## Publikacje w języku polskim
- Gdy zabraknie elit,  rozm. przepr. Daniela Baszkiewicz, Robert Scott, „Rzeczpospolita” 2001, nr 128, s. D1, D6.
- Papież, naziści i Żydzi, tł. Jan Sęk, „Gazeta Wyborcza” 2000, nr 78, s. 28-29.